# Morti nel 936
| Questa pagina contiene informazioni ricavate automaticamente dalle voci biografiche con l'ausilio del template Bio e di un bot. L'aggiornamento è periodico e automatico e ricostruisce completamente la pagina. Se manca una persona in questa lista, sei pregato di non aggiungerla, ma accertati piuttosto che la sua voce biografica contenga il template Bio e che i dati anagrafici siano correttamente compilati. Se il template Bio manca, inseriscilo tu stesso o, in alternativa, metti l'avviso {{tmp\|Bio}} che ne segnala la mancanza. Se i dati riportati sono sbagliati, correggi direttamente la voce biografica; le modifiche saranno visibili in questa lista entro pochi giorni. Per chiarimenti vedi il progetto biografie. La lista contiene solo le 9 persone che sono citate nell'enciclopedia e per le quali è stato implementato correttamente il template Bio. Pagina aggiornata al 13 gen 2025. |

- 15 gennaio - Rodolfo di Francia, nobile franco (n. 890)
- 2 luglio - Enrico I di Sassonia, sovrano sassone (n. 876)
- 23 luglio - Elduino di Milano, abate e arcivescovo belga
- Abu al-Hasan al-Ash'ari, teologo e filosofo arabo (n. 874)
- Andrea di Costantinopoli, religioso bizantino
- Autberto, conte
- Gennadio di Astorga, vescovo e abate spagnolo
- Gerlanno, abate francese
- Teobaldo I di Spoleto, nobile longobardo